# The Octoroon: The Story of the Turpentine Forest
The Octoroon: The Story of the Turpentine Forest è un cortometraggio muto del 1909 diretto da Sidney Olcott.

## Produzione
Il film fu prodotto dalla Kalem Company.

## Distribuzione
Distribuito dalla Kalem Company, il film uscì nelle sale cinematografiche statunitensi il 29 gennaio 1909.